# VietNamNet
VietNamNet là một tờ báo điện tử trực thuộc Bộ Dân tộc và Tôn giáo được thành lập vào ngày 19 tháng 12 năm 1997 với tên gọi ban đầu là Mạng thông tin trực tuyến VASC Orient. Đây là một trong những cơ quan truyền thông sở hữu phiên bản báo điện tử đầu tiên tại Việt Nam, ra đời đúng một tháng ngay sau thời điểm quốc gia này chính thức kết nối Internet với thế giới.

## Lịch sử
Ngày 19 tháng 12 năm 1997, Trung tâm Dịch vụ Giá trị gia tăng VASC chính thức đi vào hoạt động, website vnn.vn cũng đồng thời xuất hiện tại đây. Năm 2001, mạng thông tin trực tuyến VASC Orient ra đời, đây là sản phẩm thông tin số hóa cung cấp miễn phí trên Internet sử dụng công nghệ VASC ICPSoft để quản lý và duy trì nội dung. Hệ thống quản trị này được đánh giá là giải pháp phần mềm vận hành tốt nhất cho các báo điện tử tại thời điểm đó. Ngoài ra VASC ICPSoft cũng đã được trao Cúp vàng Giải thưởng Công nghệ thông tin Châu Á – Thái Bình Dương (APICTA) tổ chức tại Kuala Lumpur, Malaysia.

Logo Tạp chí eChip vào năm 2010.

Năm 2002, VASC Orient chuyển mình thành phiên bản báo điện tử và đổi tên miền sang VietNamNet.vn. Chỉ tính riêng vài năm đầu của thế kỷ 21, VASC Orient đã chạm ngưỡng truy cập gần 200 triệu lượt mỗi tháng. Ngày 23 tháng 1 năm 2003, ấn phẩm được cấp giấy phép hoạt động dưới dạng một tờ báo điện tử và gần nửa năm sau thì cho ra mắt website VietNamNet Bridge tại địa chỉ vnn.vn/english. Đây chính là báo điện tử tiếng Anh đầu tiên tại Việt Nam với đối tượng bạn đọc là cộng đồng quốc tế quan tâm đến đời sống chính trị, kinh tế, xã hội tại quốc gia này. Cùng năm, tờ báo trình làng Tạp chí eChip phát hành hàng tuần chuyên về mảng tin học – Internet – viễn thông đầu tiên trong nước với phương châm xã hội hóa, phổ cập kiến thức tin học và thời sự của lĩnh vực công nghệ thông tin viễn thông trên phạm vi toàn cầu. Năm 2016, eChip ngừng xuất bản báo giấy và chuyển hoạt động kinh doanh sang lĩnh vực điện tử tại địa chỉ echip.com.vn. Trong suốt khoảng thời gian vận hành, tờ tạp chí này chính là đơn vị sáng lập nên giải thưởng "Hiệp sĩ Công nghệ Thông tin" với mục đích biểu dương những cá nhân đã có cống hiến cụ thể, thiết thực, hỗ trợ người dân tiếp cận, khai thác các ứng dụng điện tử phục vụ công việc và đời sống cộng đồng với tinh thần không vụ lợi.
Ngày 20 tháng 6 năm 2008, VietNamNet chính thức trở thành đơn vị trực thuộc Bộ Thông tin và Truyền thông theo quyết định số 755/QĐ-TTg do Thủ tướng Chính phủ ban hành. Gần một năm sau, ấn phẩm lần đầu tiên tổ chức buổi hoà nhạc "Điều còn mãi" và đến năm 2015 thì chương trình này đã được nâng tầm lên thành Hòa nhạc Quốc gia. Khi Nhật Bản trải qua thảm họa động đất lịch sử vào năm 2011, tờ báo đã tổ chức show nghệ thuật "Be strong, Japan!" để gây quỹ, toàn bộ số tiền thu được từ đêm diễn đều được gửi đến Ðại sứ quán Nhật Bản. Cuối thập kỷ đầu tiên của thế kỷ 21, hệ thống tờ báo gặp sự cố khi bị tung mã nguồn và tài liệu nhạy cảm lên ngay trang chủ website. Đến 9 năm sau, ấn phẩm truyền thông hợp nhất với Báo Bưu điện Việt Nam, cụ thể trong đó kế thừa toàn bộ quyền và nghĩa vụ hợp pháp của cả hai tổ chức. Đến năm 2025, VietNamNet nằm dưới sự quản lý của Bộ Dân tộc và Tôn giáo sau khi Bộ Thông tin và Truyền thông sáp nhập với Bộ Khoa học và Công nghệ trong đợt cải cách thể chế Việt Nam 2024–2025.

## Danh hiệu
| Quốc gia | Năm  | Giải thưởng                    | Ct.    |
| -------- | ---- | ------------------------------ | ------ |
| Việt Nam | 2012 | Huân chương Lao động hạng Ba   | [ 27 ] |
| Việt Nam | 2017 | Huân chương Lao động hạng Nhì  | [ 28 ] |
| Việt Nam | 2024 | Huân chương Lao động hạng Nhất | [ 29 ] |